# Soukanh Mahalath
Soukanh Mahalath (7 juin 1954 - 17 mai 2014) est un homme politique laotien et un membre du parti révolutionnaire populaire lao. Il a été maire de Vientiane jusqu'à sa mort le 17 mai 2014. Il avait auparavant occupé les postes de ministre des finances de 2001 à 2006 et de gouverneur de la Banque de la RDP lao (la banque centrale du pays) de 1999 à 2001.
Le 17 mai 2014, Soukanh Mahalath meurt lorsque l'avion dans lequel il voyageait s'est écrasé dans le nord du Laos. Soukanh Mahalath se rendait dans la province de Xieng khoang pour assister à une cérémonie célébrant le 55e anniversaire de la deuxième division de l'armée populaire lao.